# Llista de models de motocicleta Ducati Mototrans
Aquesta és una llista amb els models de motocicleta produïts per Ducati Mototrans al llarg de la seva existència, ordenada cronològicament per l'any de llançament del model. La llista reflecteix també tots aquells models fabricats a Itàlia que importava l'empresa Cliper, predecessora de Mototrans, i als que importava aquesta darrera empresa abans de començar a fabricar-ne. En aquest cas, el període de vigència que hi consta fa referència al de duració del model a Itàlia.
La llista no reflecteix els models de ciclomotors i mini-motos produïts per Mototrans, ni tampoc els models que simplement importà d'Itàlia un cop constituïda ja com empresa el 1958.

## Llista de models
| Id. Model                         | Nom           | Anys        | Núm. Sèrie      |
| --------------------------------- | ------------- | ----------- | --------------- |
|                                   | Cucciolo *    | 1945 - 1955 |                 |
|                                   | 98T *         | 1954 - 1956 | 11.000 a 15.000 |
|                                   | 98S *         | 1954 - 1959 | 11.000 a 15.000 |
|                                   | 65 *          | 1955        |                 |
|                                   | 98TL *        | 1956 - 1959 | 11.000 a 15.000 |
|                                   | 98SS *        | 1956 - 1959 | 11.000 a 15.000 |
|                                   |               |             |                 |
| MD 10, 11, 12, 13                 | 125S          | 1959 - 1965 | +3 dígits       |
| MD 30, 31, 32, 33, 34             | 125TS         | 1960 - 1965 | +3 dígits       |
| MD 50000                          | 175TS         | 1960 - 1967 |                 |
| MD 80000                          | 200 Elite     | 1960 - 1971 |                 |
| MD 87, 88, 89, 90, 91, 92, 93, 94 | 250 De Luxe   | 1963 - 1974 | +3 dígits       |
| MD 15, 16, 17                     | 160S          | 1965 - 1970 | +3 dígits       |
| MD 35, 36, 37                     | 160TS         | 1965 - 1970 | +3 dígits       |
| MD 96, 97, 98                     | 24 Horas      | 1966 - 1974 | +3 dígits       |
| MD                                | 200TS         | 1967 - 1970 |                 |
| DM 450S000001                     | Scrambler 450 | 1970 - 1974 |                 |
| DM 250S000001                     | Scrambler 250 | 1972 - 1974 |                 |
| MD 70, 71                         | 350 Road      | 1972 - 1976 | +3 dígits       |
| MD 40, 41                         | 250 Road      | 1972 - 1976 | +3 dígits       |
| DM 350S000001                     | Scrambler 350 | 1974 - 1976 |                 |
| MD 40 0001                        | 500 Twin      | 1976 - 1983 | 6 dígits        |
| MD 72, 73, 74                     | 350 Vento     | 1976 - 1983 | +3 dígits       |
| MD 43 0001                        | 350 Forza     | 1976 - 1983 | 6 dígits        |
| MD 42 001                         | Road 77/12V   | 1977 - 1978 | 5 dígits        |
| MD 41 0001                        | 500 Desmo     | 1978 - 1980 | 6 dígits        |
| MD 43 001                         | 250 Strada    | 1978 - 1983 | 5 dígits        |
| MD 41 2001                        | 500 Desmo/80  | 1980 - 1983 | 6 dígits        |

1. ↑   S'assenyalen amb * els models que importava Cliper abans de constituir-se Mototrans.

## Resum per model
Tot seguit es llisten els diferents models produïts, ordenats alfabèticament, amb el total de versions fabricades de cadascun. La llista no inclou els models importats per Cliper.
| Nom       | Versions | Primera versió | Darrera versió | Imatge                      |
| --------- | -------- | -------------- | -------------- | --------------------------- |
| 125       | 2        | 1959           | 1960           | Ducati Mototrans Sport 125  |
| 160       | 2        | 1965           | 1965           | Ducati Mototrans 160 TS     |
| 175       | 1        | 1960           | 1960           | Ducati Mototrans 175 TS     |
| 200       | 2        | 1960           | 1967           | Ducati Mototrans Elite 200  |
| 250       | 3        | 1963           | 1978           | Ducati Mototrans 250 Deluxe |
| 350       | 3        | 1972           | 1976           | Ducati Mototrans 350        |
| 500       | 3        | 1976           | 1980           |                             |
| 24 Horas  | 1        | 1966           | 1966           | Ducati Mototrans 24 Horas   |
| Road      | 1        | 1977           | 1977           | Ducati Mototrans Road 250   |
| Scrambler | 3        | 1970           | 1974           |                             |